# Ист 105-я улица (линия Канарси, Би-эм-ти)
|   |   |   |   |   |
| · | · | · | · | · |

|   |   |   |   |   |
| · | · | · | · | · |

«Ист 105-я улица» (англ. East 105th Street) — станция Нью-Йоркского метрополитена, расположенная на линии Канарси, Би-эм-ти. Станция находится в Бруклине, в округе Канарси, на пересечении Ист 105-й улицы и Тернбулл-авеню. На станции останавливается маршрут L (круглосуточно).
Около этой станции находился последний в Нью-Йоркском метрополитене железнодорожный переезд. Он был уничтожен в 1970-х годах.